# Truth in 24
Truth in 24 er en dokumentarfilm fra 2008, der er redigeret, skrevet og instrueret af Keith Cossrow og Bennett Viseltear, som fortæller om Audis forberedelser til 24 Timers Le Mans 2008. Holdet bliver fulgt igennem adskillige racerløb inden Le Mans, inklusive 12 timers Sebring og 1000km i Monza. Ingen af løbende resulterede i en sejr til Audi (selvom de vandt deres klasse i Sebring). Fokusset skifter herefter til Le Mans, og filmen dokumenterer de sidste forberedelser og løbets endelige resultat, hvor Audi-holdet vandt.
Den britisk actionskuespiller Jason Statham fungerer som filmen fortæller. Adskillige medarbejdere og racerkørere fra Audi bliver interviewet i løbet filmen, inklusive vinderholdet bestående af Allan McNish, Dindo Capello og Tom Kristensen.
Den 27. marts 2012 udkom efterfølgerende kaldet Truth in 24 II, som viste Audis forberedelser til 24 Timers Le Mans 2011.

## Eksterne Henvisninger
- Truth in 24 på Internet Movie Database (engelsk)
- Truth in 24 på Filmdatabasen
- Truth in 24 på MovieMeter (nederlandsk)
- Truth in 24 på AllMovie (engelsk)
- Truth in 24 på The Movie Database (engelsk)